# 타니가와 아이리

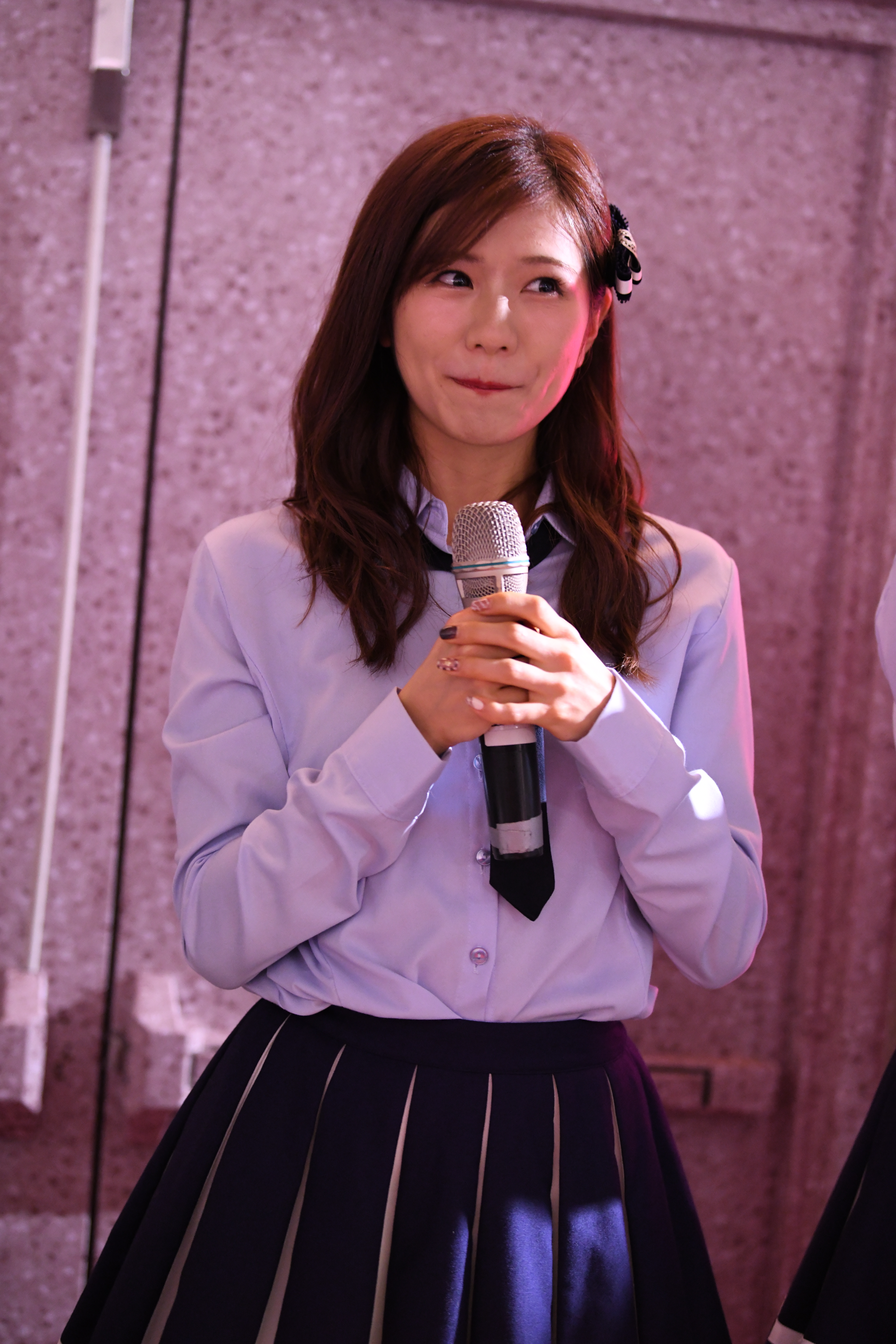

타니가와 아이리(谷川 愛梨,たにがわ あいり, 1995년 12월 5일 - )는 일본 여성 아이돌 그룹 전 NMB48 팀N의 멤버이다.

## 개요
- NMB48 팀M 멤버.
- 2012년 1월 26일부터 팀M이 결성되어, 정식 멤버로 승격.
- 2019년 12월 25일, NMB48 극장에서 행해진 졸업 공연으로 인해 NMB48 졸업.